# Energie geotermică
Energia geotermică este o formă de energie regenerabilă, obținută din căldura aflată în interiorul Pământului. Apa fierbinte și aburul, captate în zonele de activitate vulcanică și tectonică, sunt utilizate pentru încălzirea locuințelor și pentru producerea electricității.

## Tipuri de centrale geotermale
Există trei tipuri de centrale geotermale care sunt folosite actual pe glob, pentru transformarea energiei apei geotermale în electricitate: uscat, flash și binar, iar acestea depind de starea fluidului: vapori sau lichid, sau după temperatura acestuia. 
- centralele uscate au fost primele tipuri de centrale construite. Acestea utilizează abur din izvorul geotermal.
- centralele flash sunt cele mai răspândite centrale de azi. Ele folosesc apa la temperaturi de 182 °C, injectând-o la presiuni înalte în echipamentul de la suprafață.
- centralele cu ciclu binar diferă față de primele două prin faptul că apa sau aburul din izvorul geotermal nu vine în contact cu turbina, respectiv generatorul electric. Apa folosită atinge temperaturi de până la 200 °C.

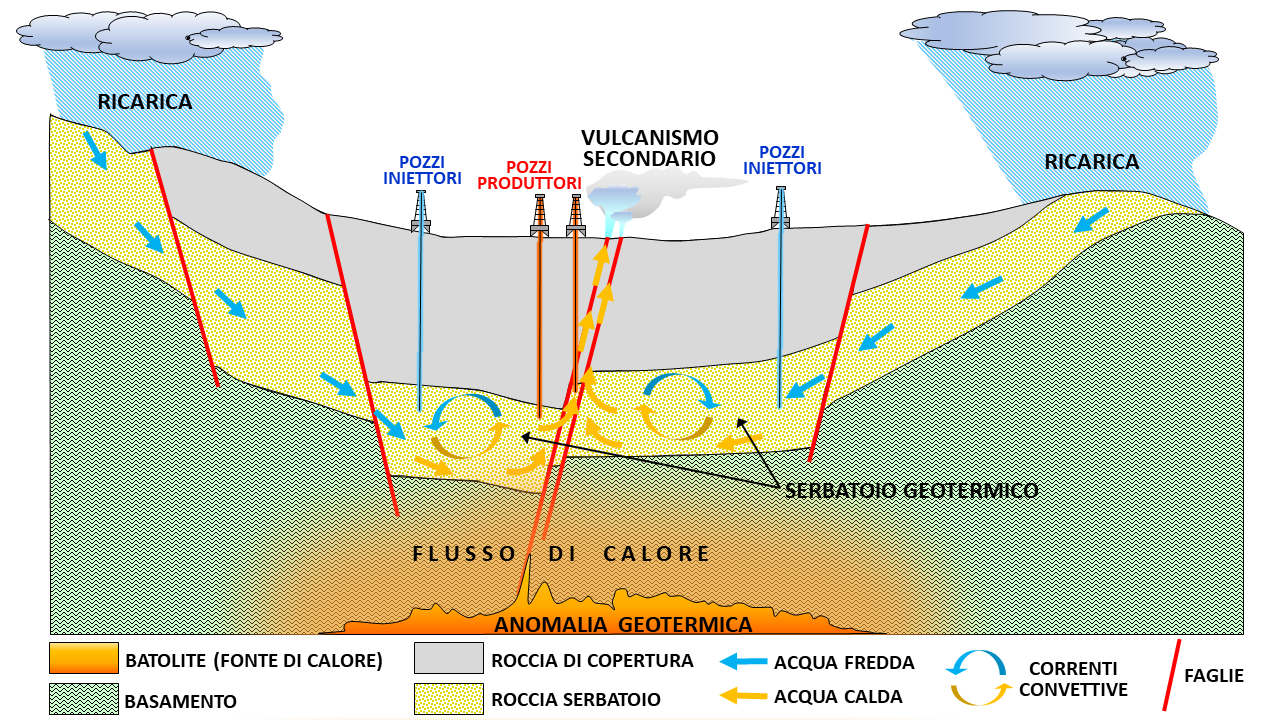
Schema generală a unui sistem hidrotermal care poate fi folosit ca sursă de energie geotermală (nu la scară). Se compune din: o sursă de căldură magmatică, o rocă rezervor permeabilă care conține apă subterană, o rocă capac impermeabilă.

## Islanda
Radu Dimeca, președintele Rosenc, a declarat: „Islanda este cea mai importantă țară din lume care folosește energia geotermală. La 500 de metri extrag apă la 150 °C, iar la 1000 de metri, apă la 300 °C. Ei au început exploatarea de 60–70 de ani. Au realizat că, în loc să aibă cenușa toxică de la termocentrale, mai bine folosesc apa caldă de sub ei. Acum, 80 % din energia lor este din surse geotermale, iar 12 % din alte resurse regenerabile. Aproape toate locuințele din întreaga insulă sunt încălzite cu apa termală. De acolo vine și apa caldă menajeră. Aceasta se realizează prin centrale de tratare a apei, deosebit de bogată în minerale, îndeosebi sulf, de unde este trimisă prin magistrale către localități și distribuită până la calorifere. De asemenea, energia electrică este obținută tot din resurse geotermale, prin folosirea căldurii și a aburilor”.

## România
În Bazinul Panonic, care în România include Banatul și vestul Munților Apuseni, există zăcăminte geotermale de care județele Timiș, Arad și Bihor ar putea beneficia. În Timișoara există apă termală de până la 80 °C. Conform unor calcule făcute de cei de la Agenția de Dezvoltare Economico-Socială Timiș (ADETIM), un foraj nou costă între 2–3 milioane de euro, însă studiile pentru foraj sunt mult mai costisitoare. Echipamentul pentru un oraș precum Jimbolia, unde specialiștii islandezi au făcut deja o vizită, ar costa peste șase milioane de euro, iar soluțiile cele mai eficiente pentru atragere de fonduri sunt prin programe europene.